# Набережный (Коми)
Набережный — поселок в муниципальном районе «Печора» Республики Коми. Входит в городское поселение Кожва.

## Географическое положение
Поселок расположен на левом берегу Печоры, прилегая с севера к поселку Кожва, административному центру поселения.

## Климат
Населенный пункт расположен в умеренно-континентальном климатическом поясе. Для территории характерно короткое и умеренно-холодное лето, зима многоснежная, продолжительная и умеренно-суровая. Климат формируется в условиях малого количества солнечной радиации зимой, под воздействием северных морей и интенсивного западного переноса воздушных масс. Вынос теплого морского воздуха, связанный с прохождением атлантических циклонов, и частые вторжения арктического воздуха с Северного Ледовитого океана придают погоде большую неустойчивость в течение всего года. Средняя температура января −19 °С, июля +16 °С.

## История
Основан в 1937 как пос. промкомбината (швейное произ-во) Печоржелдорстроя НКВД-МВД СССР. Численность населения на 1.1.1998 — 723 чел., 275 хозяйств.

## Население
| 2010 |
| ---- |
| 403  |

Постоянное население 522 человека (2002), в том числе коми 44 %, русских 45 %.